# SN 2011fe
SN 2011fe (PTF 11kly) – supernowa typu Ia położona w galaktyce Wiatraczek, odkryta 24 sierpnia 2011, odległa o ok. 21 milionów lat świetlnych od Ziemi.

## Supernowe
Supernowe są stosunkowo rzadkimi odkryciami. Szacuje się, że w naszej galaktyce wybuchają średnio co około 50 lat, choć ostatni obserwowany wybuch (SN 1604) miał miejsce ponad 400 lat temu. Z powodu stosunkowej rzadkości wybuchów supernowych, poszukiwane są one także w innych galaktykach, gdzie częstotliwość ich występowania jest podobna. Nie są znane żadne metody przewidywania, kiedy i gdzie wybuchnie supernowa w innej galaktyce; zazwyczaj odkrywane są one dopiero w czasie eksplozji. Supernowe używane są jako świece standardowe do szacowania odległości we Wszechświecie, bardzo ważne jest przy tym, aby obserwację wybuchu rozpocząć zanim osiągnie on maksymalną jasność. Istnieje szereg programów obserwacyjnych, takich jak Katzman Automatic Imaging Telescope czy Supernova Early Warning System, których zadaniem jest wyszukiwanie nowych wybuchów.

## Odkrycie
Supernowa została odkryta w ramach programu Palomar Transient Factory (PTF) 24 sierpnia 2011 w czasie automatycznego przeglądu zdjęć galaktyki M101 zrobionych w nocy z 22 na 23 sierpnia.
PTF to automatyczny program przeglądu nieba w poszukiwaniu nowych zjawisk i obiektów astronomicznych. Zdjęcia nieba są analizowane przez komputery w National Energy Research Scientific Computing Center, które pomagają identyfikować nowe zjawiska gwiazdowe. Po odkryciu wybuch supernowej otrzymał tymczasowe oznaczenie PTF 11kly, a jego widmo emisyjne zostało zmierzone w obserwatorium Roque de los Muchachos, następnie obiekt został dokładniej zbadany przy użyciu, między innymi, teleskopów Hubble'a i Kecka.
Była to najbliższa odkryta supernowa od czasu SN 1987A.
W momencie jej odkrycia wybuch był ok. milion razy zbyt słaby, aby był widoczny gołym okiem, dzień później, 23 sierpnia, gwiazda była już tylko 10 tysięcy razy zbyt słaba, a 24 sierpnia była już sześć razy jaśniejsza. Począwszy od 3 września przez pewien czas można było obserwować supernową używając do tego przeciętnej lornetki (20x80) lub niewielkiego teleskopu.
Supernowa należała do typu Ia i była odkryta w najwcześniejszej fazie ze wszystkich wcześniej odkrytych wybuchów tego typu.  Galaktyka M101 jest bardzo dobrze znana i po odkryciu wybuchu rozpoczęto poszukiwania na archiwalnych zdjęciach gwiazd, które mogły wybuchnąć jako supernowa. Najczęściej spotykanym modelem supernowej typu Ia jest biały karzeł, na powierzchni którego zbiera się materia z towarzyszącej mu gwiazdy ciągu głównego. Jak do tej pory, pomimo długotrwałych poszukiwań nie znaleziono gwiazdy, która mogła towarzyszyć białemu karłowi, który eksplodował jako supernowa, możliwe jest, że wybuch był spowodowany nie w wyniku akrecji materii, ale przez zderzenie dwóch białych karłów.